# Bellis azorica
Bellis azorica é espécie de plantas pertencente à família Asteraceae, endémica das ilhas do arquipélago dos Açores onde é conhecida pelo nome popular de margarida e onde surge em todas as ilhas exceto na ilha Graciosa e na ilha de Santa Maria.